# Campeonato Holandês de Futebol de 1888–89
O Campeonato Holandês de Futebol de 1888–1889 foi o primeiro campeonato nacional de futebol da Holanda (ou dos Países Baixos). Sete equipes das cidades de Amsterdã, Haia, Haarlem e Roterdã participaram da competição que mais tarde seria rebatizada como Eerste Klasse West. Como o distrito ocidental de futebol da Holanda era o único a ter uma competição na época, podendo assim considerá-lo como um campeonato nacional. O VV Concordia de Roterdã venceu o campeonato, no entanto, esta competição não foi oficializada, já que as equipes não tinham disputado um número igual de partidas.

## O campeonato
A primeira disputa pelo título do campeonato da liga holandesa de futebol aconteceu na temporada 1888/89 e acabou sendo vencida pela VV Concordia de Roterdã. A primeira temporada acabou não sendo muito bem estruturada. Havia sete equipes na competição, mas nem todos os jogos foram realmente realizados, de modo que VV Concordia de Roterdã acabou com mais pontos (e também jogou a maioria dos jogos, igual ao H.F.C.) e foi proclamado campeão. Dos arquivos de antigos jornais holandeses pode-se mensurar que a competição de futebol foi disputada entre o fim de outubro de 1888 e o começo de março de 1889. No verão europeu, todos os clubes que competiam na liga de futebol estavam jogando críquete. Além disso, pouco foi escrito sobre o futebol naquela época. Afinal, ainda era um esporte desconhecido.

## Resultados
| Casa / Fora | CON | EXC | HFC | HVV | OLY | RAP | VVA |
| ----------- | --- | --- | --- | --- | --- | --- | --- |
| Concordia   |     | 4–0 | 1–0 | 1–0 | 4–0 | –   | 1–1 |
| Excelsior   | –   |     | –   | –   | –   | –   | –   |
| HFC         | –   | –   |     | 1–0 | 4–1 | –   | 0–0 |
| HVV         | 1–0 | –   | 0–0 |     | –   | 1–0 | –   |
| Olympia     | –   | –   | –   | –   |     | –   | –   |
| RAP         | –   | –   | 1–1 | 0–0 | –   |     | 1–1 |
| VVA         | 0–1 | –   | 1–0 | –   | –   | 0–0 |     |

Fonte:

## Classificação da competição
| Pos. | Equipe            | Pts | J | V | E | D | GP | GC | SG  | Notas                 |
| ---- | ----------------- | --- | - | - | - | - | -- | -- | --- | --------------------- |
| 1    | VV Concordia      | 11  | 7 | 5 | 1 | 1 | 12 | 2  | +10 | Campeão [não oficial] |
| 2    | HFC               | 7   | 7 | 2 | 3 | 2 | 6  | 4  | +2  |                       |
| 3    | HVV Den Haag      | 6   | 6 | 2 | 2 | 2 | 2  | 2  | 0   |                       |
| 4    | VVA               | 6   | 6 | 1 | 4 | 1 | 3  | 3  | 0   |                       |
| 5    | RAP               | 4   | 5 | 0 | 4 | 1 | 2  | 3  | –1  |                       |
| 6    | Olympia Rotterdam | 0   | 2 | 0 | 0 | 2 | 1  | 8  | –7  |                       |
| 7    | Excelsior Haarlem | 0   | 1 | 0 | 0 | 1 | 0  | 4  | –4  |                       |

|  | Este artigo sobre futebol é um esboço. Você pode ajudar a Wikipédia expandindo-o. |